# Акмеопсы
Акмеопсы (лат. Acmaeops, от др.-греч. ἀκμή «край» и ὄψ «взор») — род жуков-усачей из подсемейства усачики.

## Распространение
Обитают в Европе, Азии, Северной Америке.

## Описание
Глаза без чёткой выемки. Тело не сильно вытянутое. Длина 6—12 мм.

## Развитие
Личинки живут под корой мёртвых деревьев. Предполагается, что представители большинства, но не всех видов рода посещают цветы.

## Систематика
- Acmaeops angusticollis (Gebler, 1833) — Узкий зеленоволосый акмеопс [= Euracmaeops angusticollis]
- Gnathacmaeops brachypterus Daniel & J. Daniel, 1899 [= Gnathacmaeops brachypterus]
- Acmaeops discoideus (Haldeman, 1847)
- Acmaeops marginatus (Fabricius, 1781) — Сосновый акмеопс [= Euracmaeops marginatus]
- Acmaeops pratensis (Laicharting, 1784) — Северотаёжный акмеопс [= Gnathacmaeops pratensis]
- Acmaeops proteus (Kirby, 1837)
- Acmaeops septentrionis (C.G. Thomson, 1866) — Окаймлённый акмеопс [= Euracmaeops septentrionis)]
- Acmaeops smaragdulus (Fabricius, 1792) — Зеленоволосый акмеопс [= Acmaeops smaragdula]